# Muenster, Texas
Muenster là một thành phố thuộc quận Cooke, tiểu bang Texas, Hoa Kỳ. Năm 2010, dân số của xã này là 1544 người.

## Dân số
- Dân số năm 2000: 1556 người.
- Dân số năm 2010: 1544 người.